# Leptothorax isabellae
Leptothorax isabellae är en myrart som först beskrevs av Wheeler 1908.  Leptothorax isabellae ingår i släktet smalmyror, och familjen myror. Inga underarter finns listade i Catalogue of Life.